# Койл, Тони
То́ни Дэ́вид Койл (англ. Tony David Coyle; 29 октября 1976, ЮАР) — южноафриканский футболист, защитник. Выступал за сборную ЮАР.

## Карьера
Койл был слушателем курса графики и дизайна Витватерсрандского университета Йоханнесбурга, с 1998 года играл за команду «Витс Юниверсити» этого вуза. В июне 2003 по совету Виктора Бондаренко оказался на просмотре в клубе «Торпедо-Металлург», 30 июня согласовал детали контракта, однако через несколько дней оказался в «Ростове», за который провел в Премьер-лиге в 2003—2005 годах 25 матчей. В 2005 году контракт Койла закончился, но по его словам, клуб в течение полугода не выдавал ему трансферный лист и не выплатил полагающиеся по контракту деньги.
Вернувшись в ЮАР, Койл сначала устроился в клуб «Суперспорт Юнайтед», но не провёл в его составе ни одного матча из-за падения мастерства, затем сыграл лишь матч за «Орландо Пайретс». После просмотров в «Танда Ройялз Зулу» и «Морока Свэллоуз» оказался в клубе первой лиги «Университет Претории», но получил травму, завершил карьеру и перешёл работать в строительную фирму отца.

## Международная карьера
В составе сборной ЮАР Койл выступал на Кубке африканских наций в 2004 году. Всего за сборную футболист провел 12 матчей.